# Strongylophthalmyia pengellyi
Strongylophthalmyia pengellyi är en tvåvingeart som beskrevs av Barber 2006. Strongylophthalmyia pengellyi ingår i släktet Strongylophthalmyia och familjen långbensflugor. Inga underarter finns listade i Catalogue of Life.